# Goštautai
La famiglia dei Goštautai (forma plurale lituana), al maschile Goštautas e al femminile Goštautaitė (in polacco Gastoldowie, poi trasformato in Gasztołdowie), o anche in testi stranieri Gochtovtt, fu una casata facente parte della nobiltà lituana che divenne tra le più influenti famiglie di magnati durante il XV e l'inizio del XVI secolo.

## Storia
Dalla grafia originale latina del loro nome Gastoldus, che è una variante di castaldius, è lecito desumere che avessero dei rapporti stretti con i granduchi della Lituania e che la loro funzione fosse quella di supervisionare i demani ducali. L'ascesa della famiglia ebbe luogo tra la parentesi al potere di Vitoldo il Grande e si consacrò poi durante il regno di Casimiro IV Jagellone. I loro unici rivali in questa scalata si rivelarono i Kęsgailos e, dalla fine del XV secolo, i Radvila, un'altra discendenza in rapida fase di sviluppo. Il castaldius di Vitoldo, Andrius Goštautas, forse un voivoda di Vilnius e Kreva, oltre che padre di Jonas, fu colui che consentì di avviare il percorso di crescita della famiglia. La maggior parte dei possedimenti della famiglia si trovava nella parte occidentale del Granducato e nella Lituania Propria (cioè etnicamente popolata da lituani) orientale. Dopo la morte dell'ultimo discendente del ramo principale della famiglia, Stanislovas Goštautas, il re polacco e granduca di Lituania Sigismondo II Augusto ereditò i suoi possedimenti di diritto, ai sensi della legge allora in vigore in Lituania.

## Nome
Il nome della famiglia Goštautai è riportato dalle fonti in diverse maniere: Gasztold, Gasztołd, Gasztołt, Gashtold, Gastoldus, Gastold, Gastołd, Gosztold, Gosztowd, Gosztowt, Gosztowtt, Gochtovtt, Gasztowt, Gaszdtowt, Gasztowtt, Gasthawdus, Gostautas e Goštautas. Si tratta di diverse interpretazioni dello stesso nome pagano distorto del progenitore dei Goštautai, citato nelle fonti scritte come Johann Gastawd. Al momento del battesimo rimase legato al paganesimo lituano (come si deduce dalla forma della sua denominazione *Gāstaŭtas) e lo trasmise ai suoi discendenti. Si trattava di una pratica comune della nascente nobiltà lituana dopo la cristianizzazione della Lituania. All'inizio tali nomi erano impiegati come patronimici piuttosto che come cognomi nel senso moderno.

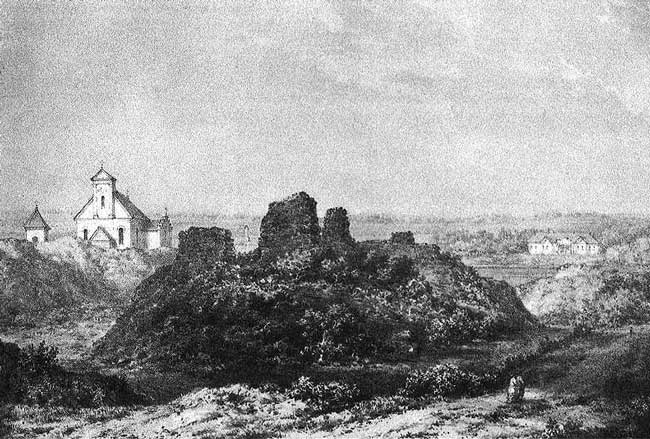
Illustrazione dell'artista e musicista Napoleone Orda del castello di Gieranony in rovina appartenente ai Goštautai e situato nell'odierna regione di Hrodna, in Bielorussia

In lituano il nome della famiglia è riportato nelle varianti Goštautai o Gostautai (al singolare Goštautas o Gostautas), mentre in polacco si impiegano le forme Gastold o Gasztołd. Le fonti medievali ricorrono a forme diverse del nome; gli storici moderni accettano solitamente quella polacca Gasztold e quella lituana Gostautas.

## Membri illustri della famiglia
- Jonas Goštautas (1393 o 1408-1458), voivoda di Vilnius e Trakai. Guidò il Consiglio dei Signori che elesse il tredicenne Casimiro IV Jagellone come granduca di Lituania, abolendo così per tre anni l'unione personale con la Polonia.
- Martynas Goštautas (1428-1472), voivoda di Kiev e voivoda di Trakai.
- Albertas Goštautas (1462-1539), il membro più noto della famiglia. Fu voivoda del Vilnius e cancelliere del Granducato di Lituania. Fu uno dei promotori e finanziatori degli Statuti lituani.
- Stanislovas Goštautas (1507(?) - 1542) fu l'ultimo rappresentante del ramo principale della famiglia.
- Jan Gasztowtt (1800-1871), autore di "Pan Sędzic czyli Opowiadanie o Litwie i Żmudzi", partecipante alla rivolta di novembre del 1831.
- Zigmantas Goštautas (1889-1980), cinologo, dedicò le sue ricerche al tentativo di ricreare la razza dei mastini lituani.
- Séverin, Titus, Alexandre de Gastold (1805-1862), partecipò alla campagna contro la Russia nel 1830 e 1831 e alle battaglie a Grochów il 20 e 25 febbraio 1831, poi a Varsavia il 6 e 7 settembre 1831.
- Carmen Bernos de Gasztold (1919-1995), suora e scrittrice francese.